# Nanpara
Nanpara è una suddivisione dell'India, classificata come municipal board, di 42 771 abitanti, situata nel distretto di Bahraich, nello stato federato dell'Uttar Pradesh.